# Pruim (soort)
De pruim (Prunus domestica) is een plantensoort uit de rozenfamilie (Rosaceae). De wetenschappelijke naam van de soort werd in 1753 gepubliceerd door Carl Linnaeus in Species plantarum. De soort was toen al lang in cultuur, en Linnaeus benoemde veertien variëteiten die van de typische variëteit verschilden. Voor de typische variëteit van de soort verwees hij naar zijn eigen Hortus Cliffortianus, waar hij naar Tourneforts "Prunus fructu minori austero" ['pruim met kleine donkere vruchten'] verwees, en naar Bauhins "Pruna Augusto maturescentia minora et austeriora" ['kleine en zeer donkere pruim die in augustus rijpt'].
Ook de eetbare vrucht van deze soort wordt pruim genoemd.
De oorsprong van de soort Prunus domestica staat niet vast. Eén hypothese gaat ervan uit dat de soort is ontstaan uit een soortkruising tussen de tetraploïde sleedoorn (Prunus spinosa; 2n=32) en de diploïde kerspruim (Prunus cerasifera; 2n=16), waarbij door chromosoomverdubbeling een hexaploïde kruising zou zijn ontstaan (2n=48). Deze soortkruising zou bij toeval ontstaan kunnen zijn in de Kaukasus, waar de verspreidingsgebieden van de beide oudersoorten elkaar overlappen. Een recentere hypothese stelt dat Prunus domestica mogelijk een autopolyploïde vorm van de kerspruim is. Ondersteuning daarvoor werd gevonden door Haibo Xuan et al. in 2011.
Prunus domestica omvat zowel de variëteiten die de grote en vaak sappige tafelpruimen leveren, als de variëteiten waaraan de kleinere en nogal droge kwetsen groeien, die veel in bereidingen van jam, moes of jenever of bij het bakken gebruikt worden. 
De mirabel wordt soms opgevat als de ondersoort Prunus domestica subsp. syriaca van de pruim, maar krijgen ook wel de naam Prunus ×syriaca, een kruising van vermoedelijk Prunus domestica met een onbekende oudersoort. 
De kroosjespruimen worden soms opgevat als de ondersoort insititia van de pruim, maar vaker als de aparte soort Prunus insititia.